# Falciot cuaespinós de les xemeneies
El falciot cuaespinós de les xemeneies (Chaetura pelagica) és una espècie d'ocell de la família dels apòdids (Apodidae) que vola sobre camps oberts, boscos i ciutats, criant a la meitat oriental dels Estats Units i zona limítrofa del Canadà. Passa l'hivern a la zona nord-occidental de Sud-amèrica.